# Iver Steen Thomle
Iver Steen Thomle, född 1 mars 1812 i Froland, död 16 september 1889 i Kristiania, var en norsk jurist. Han var farbror till Erik Andreas Thomle.
Thomle blev student 1829 och tog juridisk ämbetsexamen 1833 vid Kristiania universitet. Han var en tid anställd hos dåvarande advokaten Frederik Stang och beklädde några underordnade platser i justitiedepartementet, där han 1840 befordrades till expeditionssekreterare. År 1846 blev han byfogd i Arendal och 1849 amtman i Nedenes amt samt förflyttades 1860 till Kristiania såsom assessor i Høyesterett, inom vilken han var justitiarius (president) 1878–86. Som sådan hade han 1883–84 säte i riksrätten. Thomle ansågs som en av Norges förnämsta praktiska jurister och utnämndes 1879 av Köpenhamns universitet till juris hedersdoktor.